# 圣伊莱尔多济扬
圣伊莱尔多济扬（法語：Saint-Hilaire-d'Ozilhan，法語發音：[sɛ̃.t‿ilɛʁ dozijɑ̃]）是法国加尔省的一个市镇，位于该省中东部，属于尼姆区。

## 地理
圣伊莱尔多济扬（43°58'13"N, 4°35'31"E）面积16.66 平方千米，位于法国奧克西塔尼大區加尔省，该省份为法国南部沿海省份，南端濒地中海，北起顺时针与阿尔代什省、沃克吕兹省、罗讷河口省、埃罗省、阿韦龙省和洛泽尔省接壤。
与圣伊莱尔多济扬接壤的市镇（或旧市镇、城区）包括：卡斯蒂永迪加尔、埃斯泰扎尔格、富尔内斯、勒穆兰、瓦利吉耶尔。

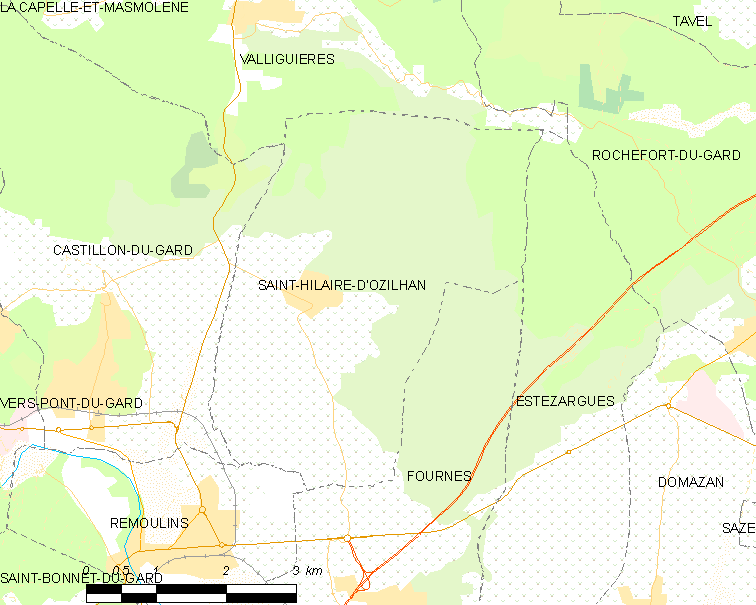
圣伊莱尔多济扬的OSM定位图

圣伊莱尔多济扬的时区为UTC+01:00、UTC+02:00（夏令时）。

## 行政
圣伊莱尔多济扬的邮政编码为30210，INSEE市镇编码为30260。

## 政治
圣伊莱尔多济扬所属的省级选区为勒代桑县。

## 人口

1962-2008年间圣伊莱尔多济扬人口变化图示

圣伊莱尔多济扬于2022年1月1日时的人口数量为1115人。